# Підгрушний Григорій Петрович
Підгру́шний Григо́рій Петро́вич (25 квітня 1959 року) — доктор географічних наук, завідувач відділу суспільно-географічних досліджень Інституту географії НАН України, професор кафедри містобудування Київського національного університету будівництва та архітектури та кафедри економічної і соціальної географії Київського національного педагогічного університету ім. М. П. Драгоманова.

## Біографія
Народився 25 квітня 1959 року в селищі Вільшана на Черкащині. У 1983 р. закінчив з відзнакою природничо-географічний факультет Київського державного педагогічного інституту ім. О.Горького (нині Київський національний педагогічний університет ім. М. Драгоманова). Працював учителем географії.

З 1986 року його професійна діяльність пов'язана з Інститутом географії НАН України, де він навчався в аспірантурі, а після її закінчення пройшов шлях від інженера до завідувача відділу. У 1990 р. захистив кандидатську, а в 2007 р. — докторську дисертацію.

## Наукова діяльність
Григорій Підгрушний є автором понад 200 публікацій на теми проблем просторової організації суспільства, стадійно-еволюційного розвитку регіонів та міст, формування полюсів соціально-економічного зростання тощо. У науковому доробку атлас «Україна. Промисловість та інвестиційна діяльність», виданий у 2003 році. Крім цього, розроблені ним тематичні карти увійшли до Національного атласу України та цілої низки тематичних атласів. Брав участь в розробці Генеральної схеми планування території України (2002 р.) та Республіки Казахстан (2013 р.).Розробки та результати досліджень автора увійшли до схем планування територій багатьох регіонів держави та Генеральних планів міст України.

## Джерело
- Інститут географії НАН України

| Володимир Вернадський | Це незавершена стаття про українського науковця. Ви можете допомогти проєкту, виправивши або дописавши її. |